# Kopaszkutya
A Kopaszkutya 1980-ban forgatott, majd 1981-ben bemutatott zenés filmszatíra Szomjas György rendezésében, amely egy Kádár-korszakbeli rockegyüttes életébe nyújt bepillantást. A címszereplő zenekar ugyan félig-meddig kitalált, de tagjai a P. Mobil és a Hobo Blues Band közismert állandó vagy vendégzenészei, mint például Schuster Lóránt, Földes László vagy Deák Bill Gyula.

## Cselekmény
|  | Alább a cselekmény részletei következnek! |

Nehéz idők járnak a zúzósabb rockzenét adó zenekarokra. A diszkózene beköszöntével vége a rock and roll-világnak, a film főhőseként játszó Colorado rockzenekar alig néhány tagú közönség előtt játssza a "Bye-bye Johnny B. Good"-ot a lepukkant szocialista kultúrházban; de még köztük is akad, aki arcul üti az egyik tagot, mert „szart játszanak”. A megélhetés is nagyon nehéz. Mindannyian érzik: valami más, valami új kell. A menedzser, Schuster Lóránt személyében, végigjárja a rivális zenekarok koncertjeit (olyan együttesekről készültek felvételek, mint az Illés vagy az Omega), de kételyei vannak, ezt a korabeli kultúrpolitika által megtűrt vagy támogatott, lágyabb hangvételű, kissé "szalon-rock" irányt el tudja-e majd fogadtatni a tagokkal. Egy nap azonban egészen új ötlete támad: „le kell menni kutyába”, azaz jelenítsék meg zenéjükben a korszak marginalizálódott, de komoly erőt képviselő – és hivatalosan természetesen nem létező – kallódó fiataljainak ízlésvilágát és egyesítsék a blues keményebb stílusát és zenéjét a rock and roll kultúra lázadó felszabadultságával és életörömével. „Lepukkantan, de szabadon”, „Kültelki bunkó vagyok, és büszke vagyok rá!” – ezen ars poeticákat jeleníti meg az átalakult Kopasz Kutya zenekar egyik dalszövegrészlete is, a „Légy a kutyák királya, nem királyok kutyája!”. Az ötlet azonban egyáltalán nem arat osztatlan sikert a tagok körében, akik csupán azt szeretnék folytatni, amit igazán szeretnek és amiben hisznek. Többen kilépnek, a zenekar szétesik.
A menedzser azonban nem tartozik azok közé, akik könnyen feladják. Új zenekart szervez a régi romjaiból – ez lesz a Kopaszkutya – s az eszközökben nem válogat: hazudik, kölcsönkér, hiteget, kijár, rádumál, még férfiúi vonzerejét is felhasználja (amikor fellépőhelyet keres). Sehogyan sem sikerül azonban biztosítania a tévészereplést. Bár ő maga is félig-meddig afféle külvárosi csavargó, proli; kapcsolatai mégsem elegendőek ahhoz, hogy tartósan megvesse lábát az álságos munkásuralom proletártévéjében.
Más tekintetben ugyanakkor eredményes munkát végez. Egy kiváló új énekest szerződtet a régi Hobo mellé a kőbányai gettó kocsmáinak énekes-királya, Bill személyében. Szerencsés húzás: képzett, de mégis nyers hangja jól illik az együttes nyers és kemény, bluesos gitárfutamaihoz. A főnöknek számos bandatagot a tévéfellépés délibábjának eregetésével sikerül meggyőznie. Az arculatváltás bejön, tódul, sőt tombol a közönség, és a megújult zenekar a belső konfliktusok ellenére is sikertörténetnek mondható. (A menedzser ugyanis nem nézi jó szemmel a régi énekes „művészkedő”, túl őszintére, depresszívre és érzelmesre s ezáltal a „kő-bunkó” koncepciótól eltérőre sikerült, egyénieskedőnek érzett szövegeit).
Amire a nehéz idők nem voltak képesek, azt a siker végül mégis elvégzi: egy minden eddiginél nagyobb és sikeresebb szabadtéri koncerten a zenekar tagjai összevesznek, kérlelhetetlenül kirúgják (a szónak szorosabb értelmében is) a menedzsert, mert a televízió beígért kamerái sehol sincsenek.
A menedzser az együttes címer-állataként szolgáló kutyát visszaviszi a sintértelepre. De kiderül, hogy mint ebben az időben mindenki, még egy kültelki sintértelep portása is a nagymenővé és sztárrá válásról álmodozik. „Bazi nagy számmal” akaszkodik rá az őt eleinte kétkedve fogadó menedzserre, de amikor eldúdolja a portási képzeletében régóta dédelgetett basszusgitár-szólamokat (a P. Mobil Utolsó cigaretta című dalának kezdő akkordjai), akkor abban a pillanatban egy új zenekar születik.
|  | Itt a vége a cselekmény részletezésének! |

A Kopasz kutya nem dokumentumfilm, s cselekménye természetesen nem tükrözi egy az egyben a benne szereplő zenészek és zenekarok életét. Hobo egyik kifogása a filmmel kapcsolatban éppen az volt, hogy félő: a nagyközönség összekeveri a Hobo Blues Bandet a filmbeli, kitalált rockzenekarral. A Kopaszkutya tehát fiktív alkotás, noha a benne szereplő egyes események és személyek valósággal való egyezése természetesen nem a véletlen műve. A szereplők keresztneve vagy beceneve megegyezik az igazival, kivétel a Schuster Lóránt által alakított „főnök”, aki az egyik jelenetben Béla néven mutatkozik be.
A film további érdekessége, hogy egy rövid jelenet erejéig szerepel benne – önmagát alakítva – Allen Ginsberg.

## Szereplők
- Schuster Lóránt – főnök (Béla)
- Földes László – énekes

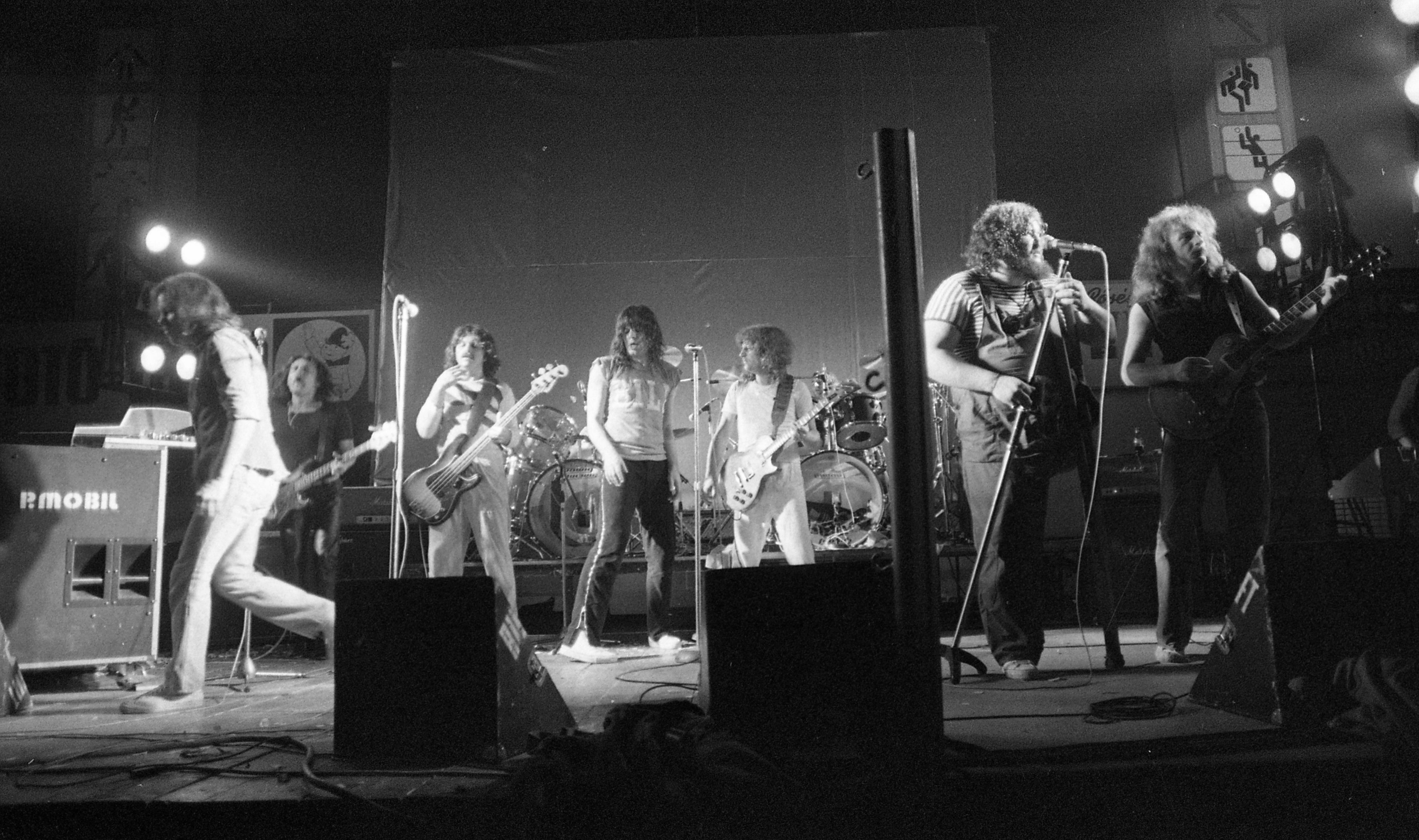
Hobo Blues Band és a P. Mobil együttes közös koncertje 1981. április 6-án a film forgatása kapcsán. Hátul középen Földes László (Hobó), jobbra a mikrofonnal Deák Bill Gyula

- Deák Bill Gyula – Bill, a második énekes
- Póka Egon – basszusgitáros (Egon)
- Szénich János – gitáros 1. (Janó)
- Kőrös József – gitáros 2.
- Mareczky István – első dobos (Totó)
- Pálmai Zoltán – második dobos (Zolika)
- Szász László – technikus (Lacika)

## Filmzene
A filmben a zenekar által eljátszott dalokat a MAFILM Róna utcai Hunnia Filmstúdiójában 1981. június 17-18-án vette lemezre a Hobo Blues Band, ami a betiltása miatt csak 1993-ban került kereskedelmi forgalomba a Hungaroton-Gong kiadó gondozásában. A felújított film bemutatását követően az újrakevert filmzenét 2023-ban adta ki a GrundRecords. A koncertfelvétel pedig 1980. október 6-án került rögzítésre a Tabánban. Bootleg felvételek tanúsága szerint miután kiderült, hogy nem lesz lemez, a koncerteken Hobo biztatta a közönséget, hogy akinek kell a film zenéje, az vegye fel magának.
A filmben elhangzik még a Gyöngyhajú lány az Omega és az LGT közös előadásában, amely ebben formájában a Kisstadion '80 albumra került fel. A tévéstúdióban játszódó jelenetben a Candy együttes játszotta A lélek hangja című dalt. A vége főcím alatt a P. Mobiltól az Utolsó cigaretta hallható, amelynek felvétele nem azonos sem az 1979-es kislemezen, sem a három évvel későbbi Honfoglalás albumon megjelenttel, ez volt az első stúdiófelvétel a Schuster – Tunyogi – Sárvári – Zeffer – Kékesi – Mareczky felállástól.

## Folytatás
Az 1990-es évek közepén felvetődött egy második rész elkészítése, amely azt mutatta volna be, hogyan változott a rockzene helyzete az eltelt évek után. Az eredeti szereplők közül hárman bukkantak volna fel újra: a Schuster Lóránt által alakított „főnök” időközben hangosítással kezdett foglalkozni, Egon zeneiskolát vezetett (mindkettőnek van valóságalapja), Bill pedig lakodalmakban énekelt roma dalokat. Belőlük alakult volna egy új zenekar, a Pémobill, amelynek másik énekese Rudán Joe lett volna. Földes Lászlót nem kérték fel közreműködésre, ő maga sem kívánt részt venni. 1997 elején – a forgatástól független okokból – tagcseréken ment át a valódi P. Mobil, Rudán és Póka csatlakozásával lényegében megvalósult a tervezett filmbeli zenekar. Deák Bill közreműködésével felvették a film soundtrack-jét is.
Azonban időközben viták támadtak Schuster Lóránt politikai szerepvállalása miatt. Mire 1998-ban kiadták az albumot Kutyából szalonna címmel, Póka Egon és Németh Gábor kiléptek a P. Mobilból. Deák Bill Gyula ugyancsak elhatárolódását fejezte ki, két általa énekelt dalt újra kellett venni Rudán Joe-val, csak a bónuszként felkerült roma dalokban hallható Deák Bill hangja (2009-ben az újra kiadott változatra felkerültek eredeti formájukban is a dalok).
A viták nem sokkal később rendeződtek (1999-ben Póka visszatért, Deák Bill vendégszerepelt a Népstadion-beli koncerten, 2001-ben Németh Gábor is visszatért), azonban a filmforgatásra nem került sor. Bár azóta többször is ismét felmerült, a P. Mobil újabb változásai (2007 végén távozott Rudán Joe, aki eredetileg éppen a film kapcsán került kapcsolatba az együttessel; 2009 végén pedig az eredeti film egyik szereplője, Póka Egon lépett ki ismét) az eredeti terv megvalósítását keresztülhúzták.
Új koncepció született 2011-ben, a Hobo Blues Band búcsúkoncertje kapcsán: Szomjas György elkészítette a Kopaszkutya Kettőt, dokumentum-, koncert- és játékfilmes elemeket vegyítve. A rajongók számára pályázatot hirdettek egyperces videók készítésére, ezekben elmondhatták a HBB-vel kapcsolatos érzéseiket, élményeiket. A legjobbnak ítélt videók bekerülhettek a készülő filmbe. Kerestek új „tetovált lányt” és „kopaszkutyát” is. A film utolsó, a felvételek elkészültét jelentő forgatási napja 2011. október 20-án volt, a bemutatója december 9-én. Az új filmből – némi meglepetést kiváltva, és jelezve, hogy a személyes és politikai ellentétek nem csendesedtek le teljesen – ezúttal Schuster Lóránt maradt ki, Póka, Deák és Földes viszont szerepelnek benne.
Schuster Lóránt azonban nem hagyta veszni a Kutyából szalonna forgatókönyvét sem, a történet a tervek szerint regény formájában fog megjelenni.